# Universal Terrestrial Radio Access Network

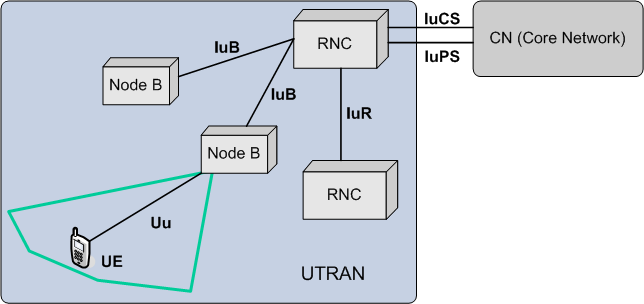
Architecture d'un réseau UTRAN et noms des interfaces internes et externes : IuCS, IuPS, Uu, IuB et IuR.

Universal Terrestrial Radio Access Network (UTRAN) (réseau universel d'accès radio terrestre), anciennement appelé « UMTS Terrestrial Radio Access Network » est un terme normalisé par le 3GPP qui désigne la partie accès radio (RAN) d’un réseau de téléphonie mobile 3G UMTS et qui regroupe : les antennes, les Node B, les contrôleurs de réseau radio (RNC) ainsi que les liaisons (fibre optique, cuivre ou faisceau hertzien) raccordant ces équipements (backhaul network).

## Description technique
L'UTRAN est la partie « accès radio » (RAN) des réseaux UMTS, communément appelés 3G (pour « 3e génération de téléphonie mobile ») ; il peut transporter plusieurs types de trafics en temps réel en mode Circuit (voix) ou en mode Paquet (utilisant les protocoles IP).
L'UTRAN permet la connectivité entre les UE (l’équipement de l'utilisateur : téléphone mobile ou smartphone) et le réseau central de l’opérateur. Dans les réseaux UMTS FDD qui sont les plus répandus, le codage radio utilisé entre les mobiles (UE) et les antennes du réseau est le W-CDMA. Un UTRAN peut utiliser plusieurs bandes de fréquence radio différentes (par exemple les bandes de 900  et   2 100 MHz en Europe).

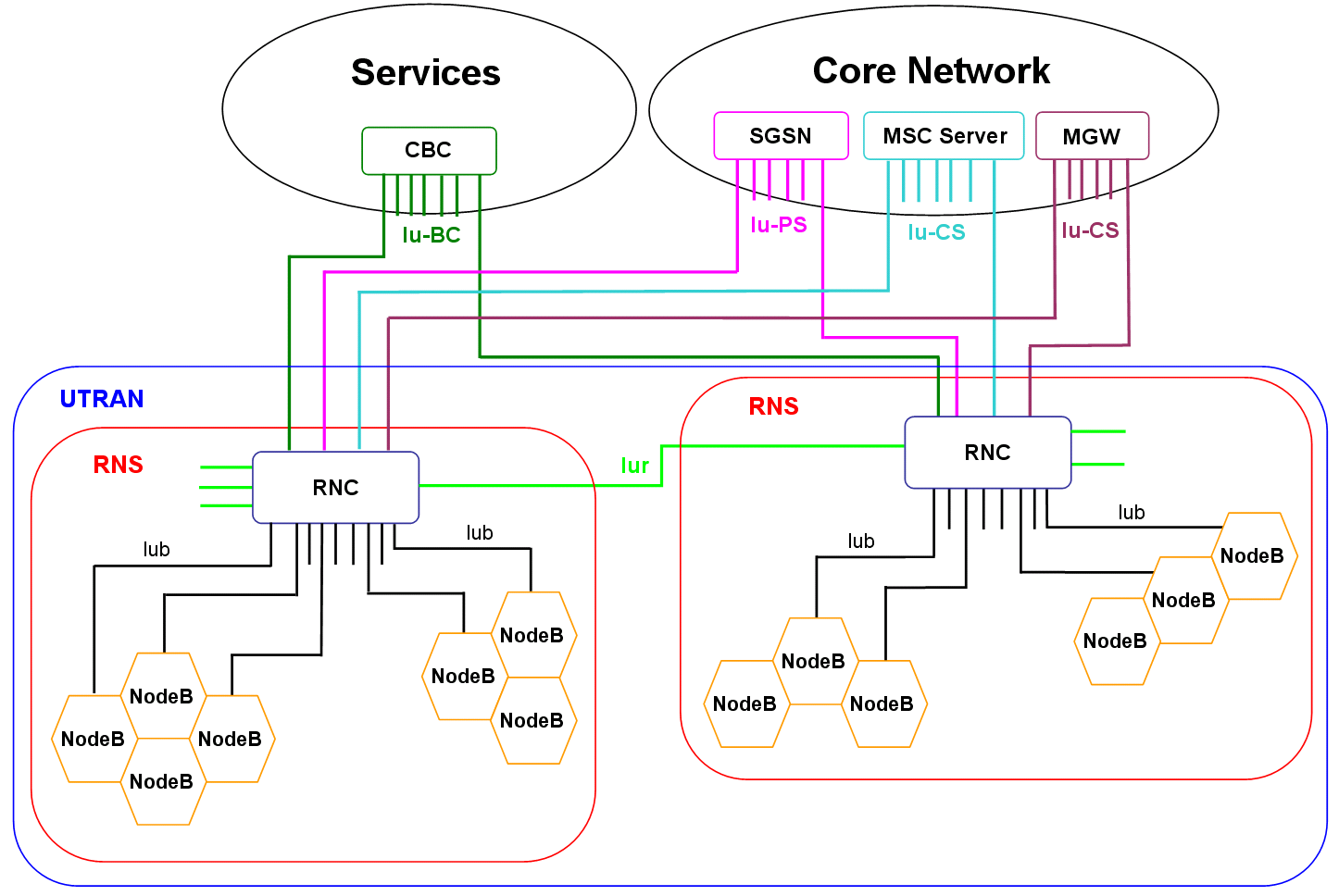
Position de l'UTRAN (cadre bleu intégrant 2 RNS et 2 RNC) dans un réseau UMTS.

L'UTRAN comporte principalement des stations de base, qui sont appelées Node B, réparties sur l’ensemble du territoire et des contrôleurs de réseau radio (RNC). Le RNC fournit les fonctionnalités de contrôle et de passerelle (gateway) pour plusieurs Node B. Un Node B et un RNC peuvent être colocalisés dans le même équipement, même si la plupart des implémentations comportent un RNC distinct situé dans un site central et qui sert de concentrateur pour le trafic de nombreux Node B répartis géographiquement. 
Qu’ils soient ou pas séparés physiquement, il y a une interface logique entre le RNC et les Nodes B, connue sous le nom de IuB. Le RNC et les Nodes B connectés sont appelés RNS « sous-système de réseau radio » (en anglais Radio Network Subsystem). Il peut y avoir plusieurs RNS (plusieurs RNC) présents dans un réseau UTRAN. 
Il y a cinq types d’interfaces normalisées entre les entités fonctionnelles du réseau UTRAN : IuCS, IuPS, Uu, IuB et IuR. Les interfaces IuCS et IuPS sont des interfaces externes qui relient le RNC au cœur de réseau (CN), (Core Network en anglais), l'IuCS supporte le trafic en mode Circuit (voix), l'IuPS celui en mode Paquet (données). Le Uu est aussi une interface externe (radio), reliant le Node B avec les équipements utilisateur UE (les mobiles). L’IuB est une interface interne entre le RNC et le Node B ; il y a aussi l'interface IuR qui est aussi une interface interne qui relie deux RNC l’un avec l’autre.

## Autres réseaux d'accès radio
Dans les réseaux 2G (GSM) et Edge, la fonction RAN (Radio access network) s’appelle GERAN ; dans les réseaux 4G (LTE) et 4G+ (LTE Advanced), elle s'appelle eUTRAN (evolved UTRAN). 
Ces trois générations de réseaux peuvent cohabiter chez un même opérateur de réseau mobile, et avoir certaines fonctions colocalisées dans les mêmes équipements (eNode B) mais en utilisant des bandes de fréquences radio différentes et des antennes MIMO pour le LTE ; cela permet à un abonné de l'opérateur (s'il a un terminal mobile multistandards) de passer de façon quasi transparente d'un type de RAN vers un autre.

### Sources
- (en) Cet article est partiellement ou en totalité issu de l’article de Wikipédia en anglais intitulé « UMTS Terrestrial Radio Access Network » (voir la liste des auteurs).